# James Shaffer
James Christian "Munky" Shaffer, född 6 juni 1970 i Rosedale, Kalifornien, är en amerikansk gitarrist och medlem i alternativ metal-bandet Korn. James spelar med en 7-strängad Ibanez, även kallad APEX. Han är också grundare av indieskivbolaget Emotional Syphon Recordings.

## Diskografi (urval)
Med L.A.P.D.
- Love and Peace, Dude (1989)
- Who's Laughing Now (1991)
- L.A.P.D (1997, samlingsalbum)

Korn
Huvudartikel: Korn
- Korn (1994)
- Life Is Peachy (1996)
- Follow the Leader (1998)
- Issues (1999)
- Untouchables (2002)
- Take a Look in the Mirror (2003)
- See You on the Other Side (2005)
- Untitled album (2007)
- Korn III: Remember Who You Are (2010)
- The Path of Totality (2011)
- The Paradigm Shift (2013)
- Serenity Of Suffering (2016)

Med Fear and the Nervous System
- Fear and the Nervous System (2011)